# غاريث كلايتون
غاريث كلايتون (بالإنجليزية: Gareth Clayton)‏ هو سياسي أسترالي، ولد في 3 فبراير 1942 في هامبشير في المملكة المتحدة، وتوفي في 1 يوليو 2010. حزبياً، نشط في حزب العمال الأسترالي. وقد انتخب عضو مجلس النواب الأسترالي عن دائرة Division of Isaacs ‏ (18 مايو 1974 – 13 ديسمبر 1975).